# Hadsund Syd
Hadsund Syd – miasto w Danii, w regionie Jutlandia Północna, w gminie Mariagerfjord.